# Karl Krolow

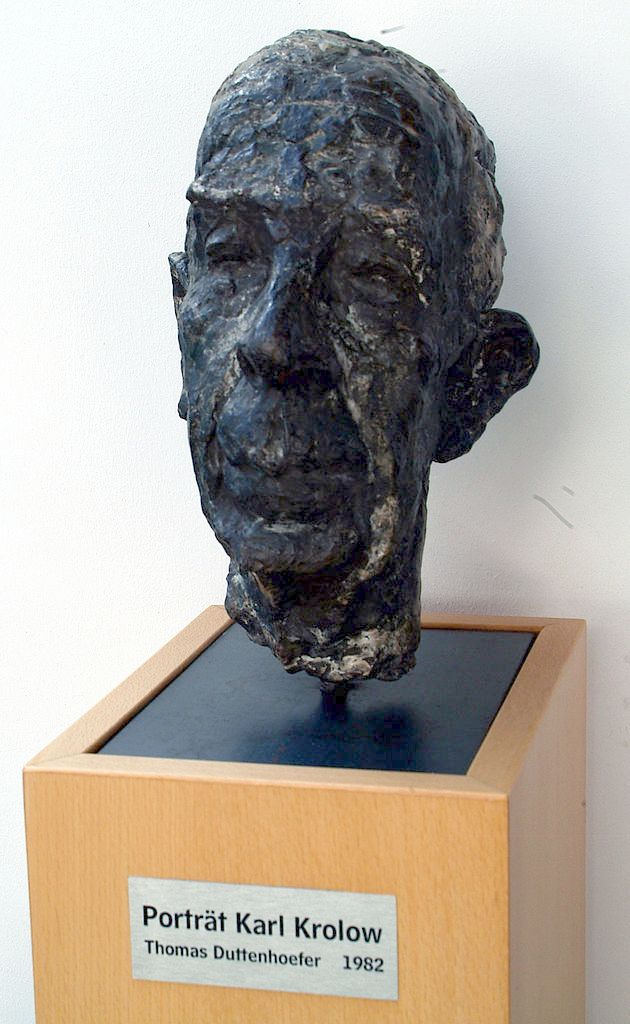
Stadtbibliothek Hannover: Porträt Karl Krolow, 1982 geschaffen von Thomas Duttenhoefer

Karl Krolow (* 11. März 1915 in Hannover; † 21. Juni 1999 in Darmstadt; Pseudonym: Karol Kröpcke) war ein deutscher Schriftsteller.

## Leben
Karl Krolow, der aus einer Beamtenfamilie stammte, wuchs in Hannover auf, wo er das Realgymnasium besuchte. Von 1935 bis 1942 studierte er Germanistik, Romanistik, Philosophie und Kunstgeschichte an den Universitäten in Göttingen und Breslau. Krolow, der bereits seit 1934 der Hitlerjugend angehört hatte, beantragte am 24. November 1937 die Aufnahme in die NSDAP und wurde rückwirkend zum 1. Mai dieses Jahres aufgenommen (Mitgliedsnummer 4.819.613). Ab 1940 begann Krolow, Gedichte in Publikationen wie der Krakauer Zeitung, dem NS-Propagandablatt des Generalgouvernements, zu veröffentlichen. Ab 1942 ließ sich der Autor als freier Schriftsteller in Göttingen nieder. 1943/44 publizierte er auch in der nationalsozialistischen Wochenzeitung Das Reich.
1952 zog Krolow nach Hannover, 1956 nach Darmstadt, wo er bis zu seinem Tode lebte. Bereits seit den Fünfzigerjahren galt Krolow als einer der bedeutendsten Lyriker der deutschen Nachkriegsliteratur. Er ist daneben auch als Übersetzer aus dem Französischen und Spanischen und Verfasser von Prosawerken hervorgetreten. Karl Krolow war seit 1951 Mitglied des PEN-Zentrums der Bundesrepublik Deutschland, seit 1953 der Deutschen Akademie für Sprache und Dichtung in Darmstadt (zeitweise als Präsident), seit 1960 der Akademie der Wissenschaften und der Literatur in Mainz und seit 1962 der Bayerischen Akademie der Schönen Künste. Für sein umfangreiches und vielseitiges Werk erhielt er zahlreiche Auszeichnungen, u. a. 1956 den Georg-Büchner-Preis, 1965 den Großen Niedersächsischen Kunstpreis, 1975 die Goethe-Plakette des Landes Hessen, das Große Bundesverdienstkreuz, den Literaturpreis Stadtschreiber von Bergen und den Rainer-Maria-Rilke-Preis für Lyrik, 1976 den Ehrendoktor der Technischen Universität Darmstadt, 1983 den Hessischen Kulturpreis, 1985 den Literaturpreis der Bayerischen Akademie der Schönen Künste und 1988 den Friedrich-Hölderlin-Preis der Stadt Bad Homburg.
Karl Krolow liegt im Familiengrab der Eltern und Großeltern auf dem Stadtfriedhof Engesohde (Abteilung 13) seiner Heimatstadt Hannover begraben. In seinem Prosaband „Nacht-Leben oder Geschonte Kindheit“ (1985), der autobiographische Aufzeichnungen über seine Kindheit und Jugend 1915–1935 in Hannover enthält, rekapituliert er im Alter nochmals seine Zeit in der hannoverschen Südstadt, wo er in dem Haus Bandelstraße/Ecke Sallstraße aufwuchs.

## Trivia
Die unter dem Pseudonym Karol Kröpcke erschienenen Bürgerlichen Gedichte wurden Ende 1970 von der Hamburger Staatsanwaltschaft überprüft, ob sie gegen den Unzüchtigkeitsparagraphen § 184 des StGB verstoßen.

## Grabmal
Das Grabmal von Karl Krolow findet sich auf dem Stadtfriedhof Engesohde, Abteilung 13, Grabnummer 125b-125.

## Werke
- Hochgelobtes gutes Leben. Gedichte. Verlag Heinrich Ellermann, Hamburg 1943 (zusammen mit Hermann Gaupp)
- Das Gedicht in unserer Zeit. Adolf Sponholtz Verlag, Hannover 1946
- Gedichte. Südverlag, Konstanz 1948
- Heimsuchung. Gedichte. Verlag Volk & Welt, Berlin 1948
- Auf Erden. Gedichte. Verlag Heinrich Ellermann, Hamburg 1949
- Die Zeichen der Welt: Neue Gedichte. Deutsche Verlags-Anstalt, Stuttgart 1952
- Von nahen und fernen Dingen. Betrachtungen. Deutsche Verlags-Anstalt, Stuttgart 1953
- Wind und Zeit. Gedichte. Deutsche Verlags-Anstalt, Stuttgart 1954
- Tage und Nächte. Gedichte. Eugen Diederichs Verlag, Düsseldorf und Köln 1956
- Fremde Körper: Neue Gedichte. Suhrkamp Verlag, Berlin 1959
- Schatten eines Manns. Künstlerbuch. Hermann Kätelhön-Presse, Wamel am Möhnesee 1959 (mit Gravuren von Rudolf Schoofs)
- Tessin. Kunstbuch. Knorr & Hirth, München und Ahrbeck 1959 (mit Bildtafeln nach Aufnahmen von Fritz Eschen)
- Aspekte zeitgenössischer deutscher Lyrik. Gütersloher Verlagshaus Gerd Mohn, Gütersloh 1961
- Ausgewählte Gedichte. Suhrkamp, Frankfurt am Main 1962
- Die Rolle des Autors im experimentellen Gedicht. Verlag der Akademie der Wissenschaften und der Literatur, Wiesbaden 1962
- Unsichtbare Hände. Gedichte 1959–1962. Suhrkamp, Frankfurt am Main 1962
- Corrida de toros. Kunstbuch. (Begleittext und Übersetzung). Peter-Presse Christoph Kreickenbaum, Darmstadt, und Heinrich Schmidt & Carl Günther, Frankfurt am Main 1964 (mit Fotos und Zeichnungen von Helmut Lander)
- Darmstadt – Abglanz einer Residenz. 11 Aquarelle aus dem zerstörten Darmstadt. (Essay). Roether, Darmstadt 1964 (zusammen mit Annelise Reichmann)
- Reise durch die Nacht. J. G. Bläschke Verlag, Darmstadt 1964
- Schattengefecht. Essays. Suhrkamp, Frankfurt am Main 1964
- Gedicht für Darmstadt. Privatdruck für die Freunde der Stadt Darmstadt, Darmstadt 1965
- Gesammelte Gedichte. Suhrkamp, Frankfurt am Main
  - 1 (1965) ISBN 978-3518034804
  - 2 (1975) ISBN 978-3-518-03478-1
  - 3 (1985) ISBN 978-3-518-03208-4
  - 4 (1997) ISBN 978-3-518-40845-2
- Laudatio auf Fritz Usinger: Zum 70. Geburtstag am 5. März 1965. Privatdruck, Friedberg/Passau 1965
- Landschaften für mich. Neue Gedichte. Suhrkamp, Frankfurt am Main 1966
- Poetisches Tagebuch (1964/65). Suhrkamp, Frankfurt am Main 1966
- Das Problem des langen und kurzen Gedichts heute. Verlag der Akademie der Wissenschaften und der Literatur, Mainz 1966
- Unter uns Lesern. Gesellschaft Hessischer Literaturfreunde, Darmstadt 1967
- Alltägliche Gedichte. Suhrkamp, Frankfurt am Main 1968
- Minuten-Aufzeichnungen. Suhrkamp, Frankfurt am Main 1968
- Flug über Heide, Moor und grüne Berge. Luftbildbuch. Westermann, Braunschweig 1969
- Bürgerliche Gedichte. Merlin Verlag, Hamburg 1970 (unter dem Namen Karol Kröpcke), ISBN 978-3-87536-012-7
- Nichts weiter als Leben. Neue Gedichte / Über ein eigenes Gedicht. Suhrkamp, Frankfurt am Main 1970
- Die Träume der Ilse Aichinger. Laudatio zum Kulturpreis der Stadt Dortmund. Dortmund 1971
- Deutschland deine Niedersachsen. Hoffmann und Campe, Hamburg 1972 (mit Illustrationen von Heinz Knoke), ISBN 978-3-455-04010-4
- Zeitvergehen. Gedichte. Suhrkamp, Frankfurt am Main 1972
- Zu des Rheins gestreckten Hügeln. Goethereise 1972. Troisdorf 1972 (mit Illustrationen von Horst Skodlerrak), ISBN 978-3-7745-0289-5
- Ein Gedicht entsteht. Selbstdeutungen, Interpretationen, Aufsätze. Suhrkamp, Frankfurt am Main 1973, ISBN 978-3-518-06595-2
- Ein Lesebuch. Herausgegeben von Walter Helmut Fritz. Suhrkamp, Frankfurt am Main 1975, ISBN 978-3518034774
- Bremen Color. Porträt eines Stadtstaates. Röver, Bremen 1976 (zusammen mit Jochen Mönch), ISBN 978-3-87681-062-1
- Der Einfachheit halber. Gedichte, Suhrkamp, Frankfurt am Main 1977, ISBN 978-3-518-03476-7
- Von literarischer Unschuld: Matthias Claudius. Ein Porträt. Gesellschaft Hessischer Literaturfreunde, Darmstadt 1977
- Düsseldorf. Kunst, Geschichte, Gegenwart. Mit Beiträgen von Karl Krolow und Else Rümmler. Greven Verlag, Köln 1978, ISBN 978-3-7743-0151-1
- Das andere Leben: Eine Erzählung. Suhrkamp, Frankfurt am Main 1979, ISBN 978-3-518-04486-5
- Gedichte. Ausgewählt von Gabriele Wohmann. Suhrkamp, Frankfurt am Main 1980, ISBN 978-3-518-01672-5
- Prolog für Darmstadt 1980. Magistrat der Stadt, Darmstadt 1980
- Sterblich. Mit Holzschnitten von Alfred Pohl. Pfaffenweiler Presse, Pfaffenweil 1980, ISBN 978-3-921365-33-5
- Herbstsonett mit Hegel: Gedichte, Lieder etc. Suhrkamp, Frankfurt am Main 1981, ISBN 978-3-518-03469-9
- Im Gehen. Gedichte. Suhrkamp, Frankfurt am Main 1981, ISBN 978-3-518-03470-5
- Nocturnos. Hofheim am Taunus 1981 (zusammen mit Eberhard Schlotter)
- Pomologische Gedichte. Petri-Presse Kransberg, Usingen 1981
- Glanz aus dem Glas. Petri-Presse Kransberg, Usingen 1982
- Zwischen Null und Unendlich. Gedichte. Suhrkamp, Frankfurt am Main 1982, ISBN 978-3-518-03520-7
- Erinnerte Ansichten. Darmstadt 1983 (zusammen mit Helmut Lortz)
- Herodot oder der Beginn von Geschichte. Heiderhoff Verlag, Waldbrunn 1983, ISBN 978-3-921640-66-1
- Melanie: Geschichte eines Namens. Nymphenburger Verlag, München 1983, ISBN 978-3-485-00454-1
- Schönen Dank und vorüber. Suhrkamp, Frankfurt am Main 1984
- Gedichte und poetologische Texte. Ausgewählt von Rolf Paulus. Reclam, Stuttgart 1985, ISBN 978-3-15-008074-0
- Nacht-Leben oder Geschonte Kindheit. Suhrkamp, Frankfurt am Main 1985, ISBN 978-3-518-03217-6
- Unumwunden. Mit Holzschnitten von Walter Mayer. Babel-Verlag, Schondorf 1985
- Notizen, Erinnerungen, Träume. Prosa. Zusammen mit Edith Wolf (Lyrik) und Helmut Lander (Grafiken). Roether, Darmstadt 1985, ISBN 978-3-7929-0144-1
- Darmstadt: Impressionen einer Stadt. Dr. Hans Peters Verlag, Hanau 1986, ISBN 978-3-87627-052-4
- Gedichte zu Radierungen von Thomas Duttenhoefer. Galerie Lüpfert, Isernhagen/Hannover 1986
- Lebensalter. Bildbeschreibungen zu vier Farbradierungen von Barbara Beisinghoff. Dreieich 1986
- Die andere Seite der Welt. Pfaffenweiler Presse, Pfaffenweil 1987, ISBN 978-3-921365-84-7
- In Kupfer gestochen. Observationen. Suhrkamp, Frankfurt am Main 1987, ISBN 978-3-518-02666-3
- Karl Krolow. Auswahl von Christa Grimm. Verlag Neues Leben, Berlin 1987, ISBN 978-3-355-00520-3
- Als es soweit war. Gedichte. Suhrkamp, Frankfurt am Main 1988, ISBN 978-3-518-40123-1
- Meine Gedichte. Suhrkamp, Frankfurt am Main 1990, ISBN 978-3-518-22037-5
- Sätze in die Nacht. Gedichte. Karin Fischer Verlag, Aachen 1990, ISBN 978-3-927854-52-9
- Wenn die Schwermut Fortschritte macht. Gedichte, Prosa, Essays, hrsg. von Kurt Drawert. Reclam, Leipzig 1990, ISBN 978-3-379-00571-5 (erweiterte Auflage 1993, ISBN 978-3-379-01473-1)
- Ich höre mich sagen. Gedichte. Suhrkamp, Frankfurt am Main 1992, ISBN 	978-3-518-40432-4
- Etwas brennt: Gesammelte Prosa. Suhrkamp, Frankfurt am Main 1994, ISBN 978-3-518-40637-3
- Die zweite Zeit. Gedichte. Suhrkamp, Frankfurt am Main 1995, ISBN 978-3-518-40679-3
- Menschlich. Vera B. Profit im Gespräch mit Karl Krolow. Peter Lang Publishing, New York [u. a.] 1996, ISBN 978-0820427942
- Gedichte, die von Liebe reden. Auswahl von Charitas Jenny-Ebeling. Insel-Bücherei 1174, Frankfurt am Main / Leipzig 1997, ISBN 978-3-458-19174-2
- Die Handvoll Sand. Gedichte aus dem Nachlass. Insel-Bücherei 1223, Frankfurt am Main / Leipzig 2001, ISBN 978-3-458-19223-7
- Im Diesseits verschwinden. Gedichte aus dem Nachlass, hrsg. von Peter Härtling und Rainer Weiss. Suhrkamp, Frankfurt am Main 2002, ISBN 978-3-518-41306-7
- Genug ist nie Genug. Zwei Gedichte mit einem Holzschnitt von Alfred Pohl. Verlag Thomas Reche, Neumarkt 1997

### Ausgewählte Gedichte
- Männer (So gehen sie hin, Gelächter im Halse)
- Sommermittag (Pavane des Staubs überm Weg)
- Die letzte Nacht (Warte nicht! Die Nacht wird schwarz und weiß sein)
- Schlaf  (Während ich schlafe, altert das Spielzeug)
- Heute noch (Heute kann ich dich ruhig schlafen lassen)[4]

## Herausgeberschaft
- Nachdichtungen aus fünf Jahrhunderten französischer Lyrik, Hannover 1948
- Die Barke Phantasie, Düsseldorf [u. a.] 1957
- Paul Verlaine: Gedichte, Wiesbaden 1957
- Spanische Gedichte des XX. Jahrhunderts, Frankfurt am Main 1962
- Miteinander, Darmstadt 1974
- Wilhelm Lehmann: Gedichte, Frankfurt am Main 1977
- Literarischer März, Darmstadt
  - 1 (1979)  (zusammen mit Fritz Deppert und Wolfgang Weyrauch)
  - 2 (1981) (zusammen mit Fritz Deppert)
  - 3 (1983) (zusammen mit Fritz Deppert und Hanne F. Juritz)
  - 4 (1985) (zusammen mit Fritz Deppert und Hanne F. Juritz)
  - 5 (1987) (zusammen mit Fritz Deppert und Hanne F. Juritz)
- Deutsche Gedichte, Frankfurt am Main
  - 1 (1982)
  - 2 (1982)
- Poesie der Welt – Deutschland, Berlin 1982
- Heinz Winfried Sabais: Fazit, Darmstadt 1982
- Vorlieben, Darmstadt 1984
- Joseph von Eichendorff: Joseph von Eichendorff, Köln 1987

## Übersetzungen
- Guillaume Apollinaire: Bestiarium, Gießen 1959
- Samuel Beckett: Flötentöne, Frankfurt am Main 1982 (übersetzt zusammen mit Elmar Tophoven)
- Rainer Maria Rilke: Les fenêtres. Mit Radierungen von Christian Mischke, Frankfurt am Main 1990
- Louise Labé: Sonette der Louïse Labé. In: Aus aufgegebenen Werken von Samuel Beckett, Karl Krolow, Wolfgang Koeppen, Hans Erich Nossack, Peter Weiss, Uwe Johnson, Wolfgang Hildesheimer, Nelly Sachs, Paul Celan, Martin Walser, Frankfurt am Main 1968, S. 25–29